# Карамышево (Калининградская область)
Карамышево (до 1946 — Паббельн (нем. Pabbeln)) — посёлок в Озёрском городском округе Калининградской области. Входит в состав Гавриловского сельского поселения.

## Население
| 1910 | 2002 | 2010 |
| ---- | ---- | ---- |
| 129  | ↗465 | ↗489 |

## История
Во период Первой мировой войны боевые действия в районе посёлка Паббельна происходили с 13 по 15 ноября 1914 года.
В 1946 году Паббельн был переименован в поселок Карамышево.